# Шепард (Илиноис)
Шепард (енгл. Sherrard) град је у америчкој савезној држави Илиноис.

## Демографија
По попису из 2010. године број становника је 640, што је 54 (-7,8%) становника мање него 2000. године.
| Група             | 2000.       | 2010.       |
| Белци             | 676 (97,4%) | 614 (95,9%) |
| Афроамериканци    | 1 (0,1%)    | 0 (0,0%)    |
| Азијати           | 1 (0,1%)    | 3 (0,5%)    |
| Хиспаноамериканци | 11 (1,6%)   | 18 (2,8%)   |
| Укупно            | 694         | 640         |